# Graboštani
Graboštani är en ort i Kroatien.   Den ligger i länet Moslavina, i den östra delen av landet, 70 km sydost om huvudstaden Zagreb. Graboštani ligger 146 meter över havet och antalet invånare är 134.
Terrängen runt Graboštani är platt åt nordost, men åt sydväst är den kuperad. Runt Graboštani är det ganska tätbefolkat, med 96 invånare per kvadratkilometer. Närmaste större samhälle är Hrvatska Kostajnica, 5,5 km söder om Graboštani. Omgivningarna runt Graboštani är en mosaik av jordbruksmark och naturlig växtlighet.